# Gus Johnson
Gus Johnson Jr. (Ohio, 13 de dezembro de 1938 – Ohio, 29 de abril de 1987) foi um jogador americano profissional de basquete da National Basketball Association (NBA). Ele passou nove temporadas com o Baltimore Bullets e sua última temporada foi dividida entre o Phoenix Suns e o Indiana Pacers da ABA.
Seu apelido de "Honeycomb" foi dado a ele por seu treinador da faculdade. Ele tinha uma estrela dourada em um de seus dentes da frente e quebrou três tabelas durante sua carreira.
Ele jogou em cinco All-Star Games, foi nomeado para quatro Second-Teams da NBA e foi duas vezes nomeado para a Primeira-Equipe Defensiva. Sua camisa de número 25 foi aposentada pelo Baltimore Bullets. Com o Pacers, ele ganhou o título da ABA de 1973.
Johnson foi introduzido no Naismith Memorial Basketball Hall of Fame em 2010.

## Primeiros anos
Nascido em Akron, Ohio, Johnson era um dos seis filhos. Quando adolescente, Johnson frequentou bares e salões de bilhar.
"Apesar de minhas maneiras", lembrou Johnson em um artigo na Sports Illustrated, "nunca tive problemas reais em Akron. Eu apenas vaguei. Nada importava, exceto basquete e a Bíblia. Eu costumava ler a Bíblia o tempo todo. Eu ainda faço. Eu sou muito fã de Samson. Ele me ajudou muito. Ele me estimula."
Johnson estudou na Akron Central High School. Entre seus companheiros estava Nate Thurmond, um futuro membro do Hall da Fama. Apesar do claro talento e habilidade atlética de Johnson, ele tinha apenas algumas ofertas de bolsas de estudos para atletas universitários, o que era bastante comum para atletas negros do ensino médio no final dos anos 1950.

## Carreira universitária
Johnson se juntou a um clube amador da União Atlética nas proximidades de Akron. Enquanto jogava pelo Cleveland Pipers da National Industrial Basketball League em 1960, ele foi flagrado por um olheiro do técnico da Universidade de Idaho, Joe Cipriano. Johnson aceitou a oferta de bolsa de estudos de Idaho. Ele jogou um ano no Boise Junior College para melhorar suas notas e teve médias de 30 pontos e 20 rebotes. Johnson se transferiu para a Universidade de Idaho em Moscou em 1962. A adição de Johnson na equipe teve um impacto imediato, pois eles venceram seus primeiros cinco jogos e venceram 12–2 em janeiro. Devido às regras da NCAA na época, ele tinha permissão para jogar apenas jogos da temporada regular.
Johnson ficou conhecido como "Honeycomb", apelido que Cipriano lhe deu por causa de seu jogo doce. Em seu terceiro ano, ele teve médias de 19,0 pontos e 20,3 rebotes e levou Idaho a um recorde de 20-6, o melhor em 36 anos. A frequência ao Memorial Gym, casa da Universidade de Idaho, foi consistentemente acima da capacidade, com uma estimativa de 3.800 pessoas. Johnson e o pivô Paul Silas de Creighton travaram uma batalha ao longo da temporada para liderar a NCAA em rebotes. Silas terminou com uma média de 20,6, 0,3 a mais do que a média de Johnson. O técnico da Oregon, Steve Belko, chamou Johnson de "O Bill Russell de 1,98m e "o melhor jogador que um dos meus times já enfrentou".
Após sua carreira profissional, Johnson voltou a Moscou para ajudar a comemorar o primeiro jogo de basquete no Kibbie Dome, realizado em 21 de janeiro de 1976. Ele participou de uma cerimônia de ex-alunos antes do jogo entre ex-jogadores de Idaho e de Washington State.

## Carreira profissional

### Baltimore Bullets (1963-1972)
Johnson começou tarde como jogador da NBA, completando 25 anos em dezembro de sua temporada de estreia. Ele foi selecionado pelo Chicago Zephyrs como a 10º escolha geral no Draft da NBA de 1963. A franquia estava em processo de mudança para Baltimore para se tornar o Baltimore Bullets na temporada de 1963-64.

Johnson foi titular imediatamente sob o comando do treinador Slick Leonard e teve média de 17,3 pontos e 13,6 rebotes. Ele terminou como vice-campeão do Prêmio de Novato do Ano perdendo para Jerry Lucas do Cincinnati Royals.
"Pude ver Gussie se transformando em um dos grandes jogadores defensivos de todos os tempos."

- Slick Leonard sobre um jovem Johnson
Desde o início, Johnson foi um excelente artilheiro para os Bullets. Durante seus primeiros anos, a equipe regularmente terminava em último lugar na NBA. No entanto, com boas escolhas na primeira e na segunda rodada do draft, os Bullets gradualmente se tornaram uma equipe melhor. Johnson foi um jogador importante dos Bullets que venceram a Divisão Leste da NBA pela primeira vez em 1969.
Johnson estava entre os jogadores mais eficazes de seu tempo. Seus movimentos de pontuação ao redor da cesta eram comparáveis aos de seus colegas Elgin Baylor e Connie Hawkins. Ele foi ainda mais eficaz como um defensor excelente e um reboteiro robusto. Ele foi um dos poucos jogadores que era rápido o suficiente para enfrentar Oscar Robertson e forte o suficiente para se manter firme contra adversários mais altos.
Apesar de alguns problemas persistentes em seus joelhos, Johnson foi chamado cinco vez para o All-Star Game. Durante sua carreira na NBA, ele teve médias de 17,1 pontos e 12,7 rebotes. Ele também marcou 25 pontos em 25 minutos no jogo All-Star da NBA de 1965.
Johnson teve seus melhores anos com os Bullets em 1968-1971. Enquanto os Bullets melhoravam, ele recebeu mais reconhecimento da imprensa e dos espectadores. Ele foi votado para a Segunda-Equipe da NBA durante este período. Durante a temporada de 1968-69, os Bullets alcançaram seu melhor recorde da temporada regular, mas foram rapidamente eliminados dos playoffs pelo New York Knicks, principalmente porque Johnson foi afastado dos playoffs devido a uma lesão.
Depois de cair para o terceiro lugar na Divisão Leste na temporada da NBA de 1969-70, Johnson e os Bullets derrotaram os Knicks por quatro a três nos playoffs e avançaram para as Finais da NBA. As lesões dizimaram a equipe e os Bullets foram varridos pelo Milwaukee Bucks.
As lesões mantiveram Johnson no banco durante a maior parte da temporada de 1971-72, limitando-o a 39 jogos e 6 pontos por jogo. Essa temporada seria sua última com a equipe. Na temporada seguinte, os Bullets trouxeram Elvin Hayes e selecionaram Kevin Porter no draft, tornando Johnson dispensável. Em 10 de abril de 1972, Johnson foi negociado com o Phoenix Suns em troca de uma escolha de segunda rodada no draft (Tom Patterson).
Em nove temporadas com os Bullets, Johnson teve médias de 17,5 pontos, 12,9 rebotes, 2,9 assistências e 35,2 minutos em 560 jogos.

### Phoenix Suns (1972)
Depois de ser negociado para o Phoenix Suns em abril, Johnson jogou 21 jogos antes de ser dispensado em 1 de dezembro de 1972. Ele teve médias de 7,8 pontos e 6,5 rebotes em 19,9 minutos sob o comando do técnico Butch van Breda Kolff, que foi demitido após sete jogos, e Jerry Colangelo.

### Indiana Pacers (1972–1973)
O Indiana Pacers, então da American Basketball Association, o contratou depois que ele foi recrutado pelo seu ex-treinador do Baltimore, Slick Leonard. Ele jogou sua primeira partida com o Pacers em 16 de dezembro de 1972 e tornou-se uma influência veterana na equipe jovem, que conquistou o título da ABA de 1973.
"Não faz mal ter alguns veteranos por perto e Gus foi ótimo para a química da equipe"

- Slick Leonard sobre adicionar Johnson ao Pacers.
Jogando em 50 jogos com os Pacers, Johnson teve médias de 6,0 pontos e 4,9 rebotes, jogando ao lado dos futuros Hall da Fama, George McGinnis, Mel Daniels e Roger Brown.
"Gus veio até nós no final de sua carreira, quando havia perdido muitas de suas habilidades físicas, mas ele realmente queria uma chance de disputar o título. A sua vinda para a equipe tornou-nos ainda mais sólidos. Ele era um grande indivíduo. O vestiário era onde ele era realmente um trunfo. Ele sempre sabia as coisas certas a dizer e conseguia ler as pessoas. Ele sabia quem estaria para baixo e ele poderia simplesmente trazê-lo de volta ao foco. Ele também foi muito útil como um assistente técnico"

- Darnell Hillman sobre a influência de Johnson nos Pacers.
Nos playoffs da ABA, Johnson e os Pacers derrotaram o Denver Rockets por 4-1 e o Utah Stars por 4-2 para avançar para as finais da ABA contra o Kentucky Coronels.
Nas Finais da ABA de 1973, os Pacers derrotaram os Coronels por 4-3 e conquistaram o título da ABA. Johnson jogou 13 minutos e pegou 6 rebotes no decisivo Jogo 7. No geral, Johnson teve médias de 2,7 pontos e 4,0 rebotes nas finais.
As lesões limitaram a carreira profissional de Johnson no basquete a 10 temporadas.

## Morte
Pouco antes de sua morte por câncer no cérebro, seu número 25 foi aposentado pelo Washington Bullets em seu 48º aniversário.
Um mês depois, ele também foi homenageado pelos dois programas universitários em que atuou, Boise State e Idaho, durante uma partida entre os dois times em 17 de janeiro de 1987. Naquele mês, em uma cerimônia em Akron, seu número 43 foi aposentado por Idaho, o primeiro número do basquete aposentado na história da universidade.
Antes de sua morte e refletindo sobre sua carreira, Johnson expressou que seu maior medo era morrer e suas filhas "nem mesmo saberiam o que seu pai fazia".
Johnson morreu menos de quatro meses depois no Akron City Hospital em 29 de abril de 1987, aos 48 anos, e está enterrado no cemitério Mount Peace em Akron. Ele deixou suas quatro filhas.

## Citações sobre ele
"Gus estava à frente de seu tempo, voando pelo ar para enterradas, quebrando tabelas e lançando passes em toda a quadra. Com todos os caras no Hall da Fama, Gus já merece estar lá."

- O companheiro de equipe, Earl Monroe, disse sobre Gus Johnson.
"Eu vi Gus pela primeira vez na televisão. Nunca tinha visto um jogador dominar um jogo assim. Gus foi o Dr. J de seu tempo e qualquer pessoa que já teve o privilégio de vê-lo jogar nunca vai esquecer o grande jogador de basquete que era"

- Abe Pollin, ex-proprietário da franquia Washington Bullets / Wizards.
"Gus Johnson foi um dos maiores jogadores com quem eu joguei a favor ou contra. Ele era um defensor e reboteiro feroz e, como jovem jogador, fiquei totalmente pasmo com sua habilidade. Ele foi realmente uma estrela à frente de seu tempo."

- O companheiro de equipe, Wes Unseld.
"Gus foi provavelmente um dos jogadores mais difíceis contra os quais já joguei. Ele não era um jogador sujo. Ele foi um dos competidores mais tenazes de todos os tempos".

- Dave DeBusschere.
“Se ele jogasse hoje, o velho Gussie seria um filme de melhores momentos humano. É disso que as pessoas mais se lembram. Mas havia muito mais em seu jogo do que as enterradas espetaculares. Ele era especial. Ele sabia jogar, cara.”

- O seu treinador, Slick Leonard.

## "The Nail"
Enquanto Johnson estava em Idaho em 1962-63, ele ganhou a reputação de um saltador da mais alta ordem. Em uma noite no "Corner Club". uma taverna no norte da Main Street em Moscou, Johnson foi desafiado por seu proprietário, Herm Goetz, a demonstrar sua notável habilidade de salto para os clientes reunidos. De pé perto da barra frontal, Johnson saltou para tocar em um ponto em uma viga 3,51 m acima do nível do chão. O ponto na trave foi marcado com um prego cerimonial por Goetz, que a seguir proclamou que qualquer um que pudesse duplicar aquele salto poderia beber de graça, algo que ele sabia ser altamente improvável. Um círculo de diâmetro foi pintado no piso abaixo daquela viga, e qualquer duplicador potencial do salto tinha que ter ambos os pés no chão, dentro deste círculo, para garantir um início estável. A haste foi medida em 3,50 m.
Vinte e três anos se passaram, com um número considerável de tentativas de tocar as unhas de Johnson, incluindo algumas por Bill Walton, de 2,11 m, durante o verão de 1984. Mas nem mesmo Walton, então um profissional com 31 anos, poderia tocar tão alto ("...muita pizza e cerveja esta noite...").
Isso foi até o final de janeiro de 1986, quando o ônibus da equipe do College of Southern Idaho, uma faculdade júnior em Twin Falls, parou em Moscou a caminho de um jogo contra North Idaho College em Coeur d'Alene. Joey Johnson, o irmão mais novo de Dennis Johnson, foi levado para o bar por seus treinadores para uma tentativa. Ironicamente, Dennis Johnson e Gus Johnson foram incluídos no Hall da Fama no mesmo ano de 2010. Joey, de 1.91 m, já havia registrado um notável salto vertical de 1.22 m durante um treino de basquete e era um saltador de 22,8 m no salto em altura.
Johnson tocou "The Nail" em sua primeira tentativa, mas esta tentativa foi desclassificada porque ele não começou com os dois pés dentro do círculo determinado. Sua próxima tentativa veio de uma partida estática legal, mas foi um pouco curta. Em sua terceira tentativa, Johnson saltou, agarrou e dobrou a lendária unha, um evento marcante na história do esporte local. Em seguida, Goetz puxou "The Nail" para fora de sua viga e o enfiou de volta, 1 cm mais alto.
Após a morte de Gus Johnson em 1987, flores foram encontradas penduradas no prego.

## Honras
- Johnson foi indicado para o Hall da Fama do Basquete de Ohio em 2007.

- Em 2007, Johnson foi incluído no Hall da Fama da Universidade de Idaho.

- Em 2010, Johnson foi introduzido no Naismith Memorial Basketball Hall of Fame.

- O nº 43 de Johnson foi aposentado pela Universidade de Idaho em janeiro de 1987.

- O nº 25 de Johnson foi aposentado pelo Washington Bullets em seu aniversário, 13 de dezembro de 1986, meses antes de sua morte.[31][32][33]

## Estatísticas da carreira

### Temporada regular
| Ano      | Equipe        | PJ  | PT | MPJ  | AP   | 3P   | LL   | RT   | AS  | BR | TO | PPJ  |
| -------- | ------------- | --- | -- | ---- | ---- | ---- | ---- | ---- | --- | -- | -- | ---- |
| 1963–64  | Baltimore     | 78  | –  | 36.5 | .430 | –    | .658 | 13.6 | 2.2 | –  | –  | 17.3 |
| 1964–65  | Baltimore     | 76  | –  | 38.1 | .418 | –    | .676 | 13.0 | 3.6 | –  | –  | 18.6 |
| 1965–66  | Baltimore     | 41  | –  | 31.3 | .413 | –    | .736 | 13.3 | 2.8 | –  | –  | 16.5 |
| 1966–67  | Baltimore     | 73  | –  | 36.0 | .450 | –    | .708 | 11.7 | 2.7 | –  | –  | 20.7 |
| 1967–68  | Baltimore     | 60  | –  | 37.9 | .467 | –    | .667 | 13.0 | 2.7 | –  | –  | 19.1 |
| 1968–69  | Baltimore     | 49  | –  | 34.1 | .459 | –    | .717 | 11.6 | 2.0 | –  | –  | 17.9 |
| 1969–70  | Baltimore     | 78  | –  | 37.4 | .451 | –    | .724 | 13.9 | 3.4 | –  | –  | 17.3 |
| 1970–71  | Baltimore     | 66  | –  | 38.5 | .453 | –    | .738 | 17.1 | 2.9 | –  | –  | 18.2 |
| 1971–72  | Baltimore     | 39  | –  | 17.1 | .383 | –    | .683 | 5.8  | 1.3 | –  | –  | 6.4  |
| 1972–73  | Phoenix       | 21  | –  | 19.9 | .381 | –    | .694 | 6.5  | 1.5 | –  | –  | 7.8  |
| 1972–73† | Indiana (ABA) | 50  | –  | 15.1 | .441 | .190 | .738 | 4.9  | 1.2 | –  | –  | 6.0  |
| Carreira | Carreira      | 631 | –  | 31.0 | .431 | .190 | .703 | 11.3 | 2.3 | –  | –  | 15.0 |
| All-Star | All-Star      | 5   | 0  | 19.8 | .429 | –    | .760 | 7.0  | 1.2 | –  | –  | 13.4 |

### Playoffs
| Ano      | Equipe        | PJ | PT | MPJ  | AP   | 3P   | LL    | RT   | AS  | BR | TO | PPJ  |
| -------- | ------------- | -- | -- | ---- | ---- | ---- | ----- | ---- | --- | -- | -- | ---- |
| 1965     | Baltimore     | 10 | –  | 37.7 | .358 | –    | .739  | 11.1 | 3.4 | –  | –  | 15.8 |
| 1966     | Baltimore     | 1  | –  | 8.0  | .250 | –    | –     | .0   | .0  | –  | –  | 2.0  |
| 1970     | Baltimore     | 7  | –  | 42.6 | .459 | –    | .794  | 11.4 | 1.3 | –  | –  | 18.4 |
| 1971     | Baltimore     | 11 | –  | 33.2 | .422 | –    | .745  | 10.4 | 2.7 | –  | –  | 13.0 |
| 1972     | Baltimore     | 5  | –  | 15.4 | .300 | –    | 1.000 | 5.0  | .6  | –  | –  | 4.0  |
| 1973†    | Indiana (ABA) | 17 | –  | 10.8 | .254 | .000 | .750  | 4.1  | .9  | –  | –  | 2.5  |
| Carreira | Carreira      | 51 | –  | 24.6 | .340 | .000 | .805  | 7.0  | 1.4 | –  | –  | 9.2  |